# Oreste Rossi

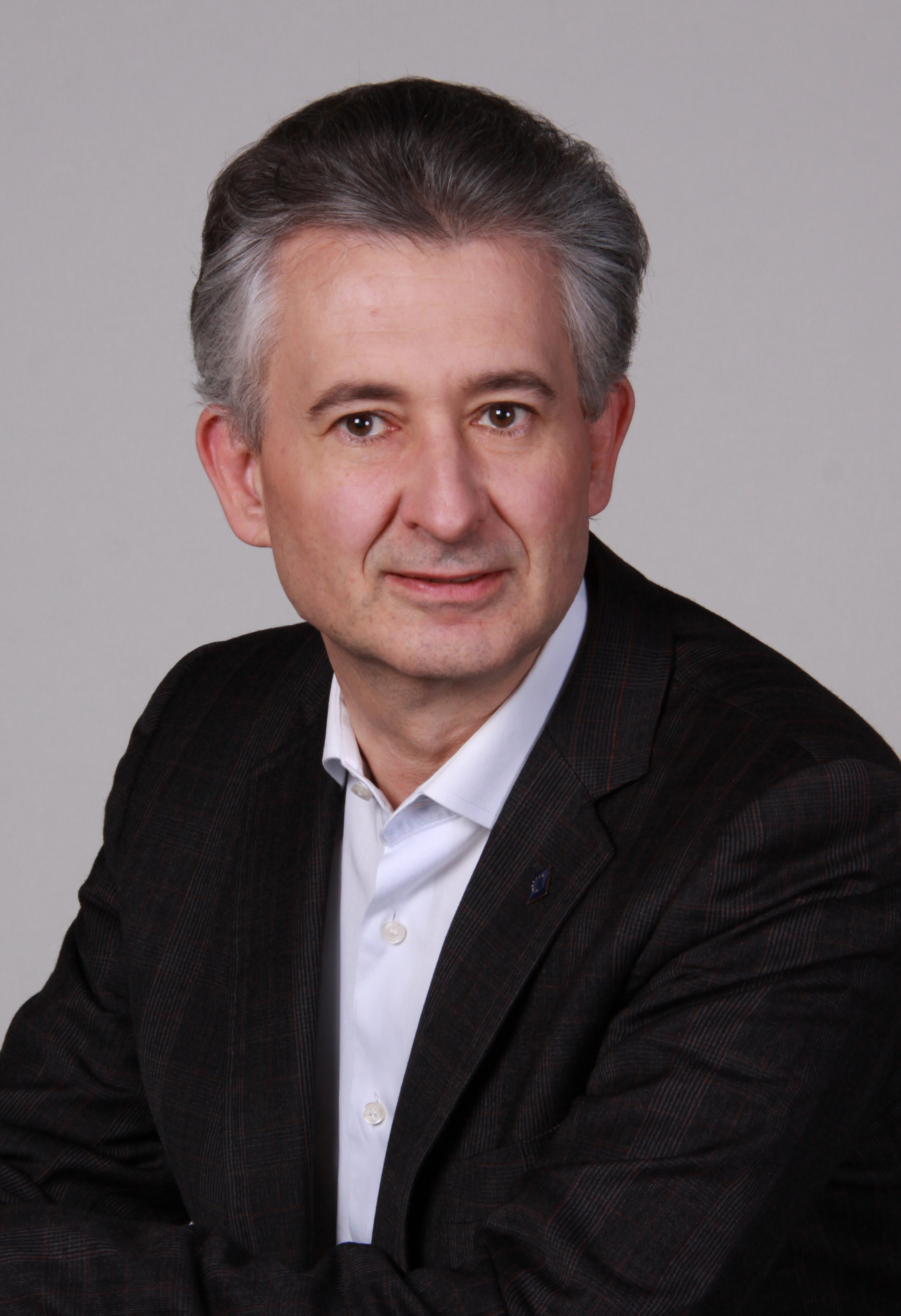
Oreste-Rossi-Italy (2014)

Oreste Rossi (* 24. März 1964 in Alessandria) ist ein italienischer Politiker der Lega Nord.

## Leben
Rossi arbeitete von 1987 bis 1990 als Chemieingenieur bei PPG Industries. Von 1992 bis 2000 war er Abgeordneter in der Camera dei deputati, dem Unterhaus des italienischen Parlaments. Von 2000 bis 2009 gehörte er dem Regionalrat des Piemont an, fungierte dort ab 2005 als Fraktionschef seiner Partei und bekleidete 2005 das Amt des Präsidenten des Regionalrates. Seit 2009 ist Rossi Abgeordneter im Europäischen Parlament, wo er Mitglied der Fraktion Europa der Freiheit und der Demokratie ist.
Neben seiner politischen Tätigkeit arbeitet er seit 2000 als Journalist und Publizist.